# Suliban
Sulibanii reprezintă o specie extraterestră fără planetă implicată în Războiul Rece Temporal din universul Star Trek. Dușmanii lor sunt umanii și Federația Unită a Planetelor din secolul al XXVIII-lea.
În secolul terestru al XVIII-lea planeta lor natală (aflată în sectorul 3641 din Cuadrantul Alfa) devine nelocuibilă așa cum reiese din episodul Enterprise "Detained".
O sectă sulibană numită Cabala sulibana joacă un rol antagonist pentru nava Enterprise (NX-01) și echipajul său. Această sectă are un acord cu locuitori ai secolului XXVIII care luptă în Războiul Rece Temporal pentru a schimba istoria conform intereselor lor personale. Drept răsplată pentru serviciile lor, sulibanii obțin îmbunătățiri genetice. Căpitanul Jonathan Archer a reușit să-i înfrângă.
Sulibanii au o fiziologie antropomorfă fiind asemănători unor bureți galbeni în sensul că tot corpul lor este plin de pori mari.

## Legături externe
- Sulibani la Memory Alpha